# Digimortal
Digimortal es el cuarto álbum de Fear Factory, lanzado el 24 de abril de 2001 a través de Roadrunner Records. Considerado un álbum conceptual y su historia continúa la de Obsolete, su álbum anterior (que, es secuela de Demanufacture), y es el final de la trilogía.

## Información del álbum
Es el último álbum que la banda lanzó antes de su separación oficial en marzo de 2002. El "frontman" Burton C. Bell decidió volver a formar la banda unos cuantos meses después y lanzar su siguiente producción; Archetype en el 2004. Digimortal fue también el último en el que participó el guitarrista fundador y líder de la banda, Dino Cazares.
El concepto del álbum trata la simbiosis entre humanos y máquinas. La supervivencia de los humanos y las máquinas será gracias a que dependen unos de otros nuevamente. El título del álbum es en realidad el acrónimo de "Digital Mortality" (Mortalidad digital).
La canción más popular del álbum es "Lynchpin" considerada una de las mejores canciones de Fear Factory y también se agregó al álbum recopilatorio The Best of Fear Factory. Una edición limitada en formato digipak fue lanzada a la par de la versión normal, con cuatro canciones extra. 
B-Real, integrante del grupo de rap Cypress Hill aparece como invitado en la canción; "Back The Fuck Up". Es la única canción no escrita por la banda. 
Un fragmento de la canción "Invisible Wounds (Dark Bodies)", fue incluida en los créditos de Resident Evil y también una versión remix en la banda sonora de la película.
"Full Metal Contact" y "Will There Never Be an End" una versión diferente de "(Memory Imprints) Never End", aparecieron en la banda sonora del videojuego Demolition Racer.

## Lista de canciones
Todas las canciones escritas por Fear Factory
1. "What Will Become?" – 3:24
2. "Damaged" – 3:03
3. "Digimortal" – 3:04
4. "No One" – 3:37
5. "Linchpin" – 3:25
6. "Invisible Wounds (Dark Bodies)" – 3:54
7. "Acres of Skin" – 3:55
8. "Back the Fuck Up" con B-Real – 3:10
9. "Byte Block" – 5:21
10. "Hurt Conveyor" – 3:42
11. "(Memory Imprints) Never End" – 6:48

Edición limitada (formato Digipak)
1. "Dead Man Walking" – 3:16
2. "Strain Vs. Resistance" – 3:25
3. "Repentance" – 2:40
4. "Full Metal Contact" – 2:28

## Créditos

### Integrantes
- Burton C. Bell − Voz
- Dino Cazares − Guitarra
- Christian Olde Wolbers − Bajo
- Raymond Herrera − Batería

### Otros
- John Anonymous − preproducción
- Robert Breen − ingeniero asistente
- Huey Dee − preproducción
- Rhys Fulber − productor y teclados
- Tom Jermann − director artístico
- George Marino − compositor
- Mike Plotnikoff − mezclador, ingeniero técnico
- Oscar Ramírez − ingeniero asistente
- Billy Sherwood − preparador vocal
- Paul Silveira − ingeniero
- Malcolm Springer − preparador preproducción
- Neil Zlozower − fotografía
- B-Real − compositor en el tema 8